# Gare de Dorossiamasso
La gare de Dorossiamasso est une gare ferroviaire burkinabé de la ligne d'Abidjan à Ouagadougou, située à proximité du centre-ville de Dorossiamasso dans la province du Houet de la région des Hauts-Bassins.

## Situation ferroviaire
Établie à environ 360 mètres d'altitude, la gare de Dorossiamasso est située au point kilométrique (PK) 844 de la ligne d'Abidjan à Ouagadougou, entre la gare de Kouentou et la gare de Maro.

## Histoire
La gare de Dorossiamasso, en Haute-Volta, est créée à la suite de l'exploitation du tronçon allant de Bobo-Dioulasso à Béréba (puis vers Ouagadougou) construit à partir de 1946 jusqu'en 1954. Elle est réalisée, comme la ligne ferroviaire, à la suite d'un appel d'offres remporté par des entreprises de la Côte d'Ivoire contrairement aux infrastructures situées avant Bobo-Dioulasso qui avaient été construites par le Génie militaire français.